# حسن الأطرش
حسن الأطرش أمير سوري درزي كان محافظًا لمحافظة السويداء السورية، أحب الفنانة السورية أسمهان (آمال الأطرش) وتزوجها وأنجب منها ابنته «كاميليا» لكن زواجهما لم يستمر سوى 6 سنوات.